# Jyrkänsaari (ö i Södra Savolax, Nyslott, lat 62,57, long 28,68)
Jyrkänsaari är en ö i Finland. Den ligger i sjön Lapinpesä och i kommunen Heinävesi i den ekonomiska regionen  Nyslotts ekonomiska region  och landskapet Södra Savolax, i den sydöstra delen av landet, 300 km nordost om huvudstaden Helsingfors. Öns area är 0,1 hektar och dess största längd är 60 meter i nord-sydlig riktning.